# 尤里伊夫卡 (巴什坦卡區)
47°1′57″N 32°50′22″E / 47.03250°N 32.83944°E
尤里伊夫卡（烏克蘭語：Юріївка），2024年9月前名为尤爾伊夫卡（烏克蘭語：Юр'ївка），是位於烏克蘭南部的村莊，由尼古拉耶夫州巴什坦卡區的斯尼胡里夫卡市鎮負責管轄。該村始建於1808年，面積0.42平方公里，海拔高度15米，2001年人口841，人口密度每平方公里2,002.4人。
2024年9月19日，乌克兰最高拉达将此村的名字改为尤里伊夫卡。